# فتاة سمينة (فلم)
فتاة سمينة (بالإنجليزية: Fat Girl) (بالفرنسية: À ma sœur) فيلم درامي فرنسي لعام 2001 من تأليف وإخراج كاترين بريلات Catherine Breillat وبطولة أنيس ريبو وروكسان ميسكويدا. صدر الفيلم في بعض البلدان الناطقة باللغة الإنجليزية تحت عناوين بديلة: «لأختي» أو «قصة حوت» أو «فتاة سمينة».

## طاقم التمثيل
- آنايس ريبو: في دور آنايس بينجو
- روكسان ميسكيدا: في دور إيلينا بينجوت
- ليبيرو دي رينزو: في دور فرناندو
- أرسيني خانجيان: في دور السيدة بينجوت
- رومان جوبيل: في دور فرانسوا بينجو
- لورا بيتي: في دور والدة فرناندو
- ألبرت جولدبرج: في دور القاتل[3]

## أحداث الفيلم
تقضي آنايس وشقيقتها الكبرى إيلينا إجازة مع والديهما على شاطئ البحر الفرنسي. تمل آنايس وإيلينا من البقاء في منزل العطلة، تذهبان الإثنتان إلى المدينة أثناء مناقشة العلاقات وعذريتهما، على الرغم من أن إيلينا كانت جذابة للغاية، إلا أنها تحتفظ بمشاعرها ونفسها لشخص يحبها، بينما تعتقد آنايس ذات الوزن الثقيل والوزن الزائد أنه من الأفضل أن تفقد عذريتها أمام أي شاب لمجرد التخلص من عذريتها. يلتقيان بطالب قانون إيطالي، فرناندو، في مقهى، وبينما تغازله إيلينا. يتسلل فرناندو إلى غرفة نوم الفتاتين، وإلى فراش إيلينا، بينما آنايس مستيقظة وتراقب علاقتهما بالكامل. تدور محادثة حول علاقات فرناندو السابقة مع نساء آخريات، ثم توافق إيلينا على ممارسة الجنس معه، ولكنها تتراجع في اللحظة الأخيرة. يصاب فرناندو بالإحباط، ويضغط علي إيلينا بوسائل مختلفة، بما في ذلك التهديد بالنوم مع امرأة أخرى فقط للتخفيف من حدة رغباته، وأخيرًا يتم إجبار إيلينا على ممارسة بعض الجنس كدليل على الحب، على الرغم من أنها تجربة مؤلمة بالنسبة لها. في الصباح، يطلب فرناندو من إيلينا الممارسة عن طريق الفم قبل أن يغادر، لكن آنايس تخبرهما أن يتركوها تنام بسلام. تذهب الفتاتان في اليوم التالي مع فرناندو إلى الشاطئ. تجلس آنايس في ثوبها الجديد وتغني لنفسها بينما تنطلق إلينا وفرناندو بمفردهما معًا. تكشف إلينا في وقت لاحق لشقيقتها، أن فرناندو قد أعطاها خاتم خطوبة من الأوبال البنفسجي أثناء وجودها على الشاطئ، وفي تلك الليلة، تتخلى إيلينا عن عذريتها لفرناندو بينما تبكي آنايس بصمت على الجانب الآخر من الغرفة. تصل والدة فرناندو إلى المنزل الذي تستأجره آنايس وعائلتها، وتطلب من والدة الفتاة إعادة خاتم الأوبال البنفسجي. تكتشف والدتهم علاقة إيلينا وفرناندو، وتقرر بغضب العودة إلى باريس، وفي طريق العودة، يدخل الجميع للنوم في استراحة، حيث يصل قاتل بفأس، ويقتل إيلينا ويخنق والدتها، ويأخذ آنايس إلى الغابة ويغتصبها. تصل الشرطة في صباح اليوم التالي، وتصر آنايس على أن القاتل لم يغتصبها.

## الإنتاج
استوحت المخرجة كاترين بريلات وأثناء تصوير فيلمها هذا، فكرة فيلم جديد، وهذا ماحدث حيث كتبت بريلات قصة فيلمها التالي «الجنس مضحك»، الذي صدر عام 2002، ويروي قصة مخرجة سينمائية ومشاكلها في تصوير مشهد جنسي حميم بين رجل وإمراة لا يستطيعان تحمل بعضهما البعض.

## الاستقبال النقدي
استقبل النقاد الفيلم استقبالًا حسنًا، ومنح موقع الطماطم الفاسدة الفيلم تقييم 73% بناء على آراء 86 ناقد سينمائي، وكان الرأي العام للفيلم: «فيلم فتاة سمينة المثير للجدل يطرح نظرة قاسية لكنها قوية عن الفتيات المراهقات».

## جدل حول الفيلم
حظر «مجلس مراجعة أفلام أونتاريو» الفيلم في أونتاريو بكندا في أواخر عام 2001 بسبب إعتراضات على التمثيل الصريح للجنس في سن المراهقة، وكتب الناقد السينمائي الأمريكي ويلر وينستون ديكسون أن الفيلم لم يتم حظره في أونتاريو فحسب، بل كان «مقيدًا بشدة للجمهور البالغين في جميع أنحاء العالم»، ووصف ديكسون الفيلم بأنه «قصة مروعة لفتاة تبلغ من العمر 13 عامًا عندما بدأت أختها البالغة من العمر 15 عامًا في سلسلة من العلاقات الجنسية»، والفيلم يعرض «مشاهد جنسية صريحة» في «بنية روائية وحشية». تم رفع الحظر في كندا في النهاية وتم صدور الفيلم لدور العرض في عام 2003.

## الجوائز
حاز الفيلم على جائزة مانفريد سالزجيبر في عام 2001، في مهرجان برلين السينمائي الدولي رقم 51 وجائزة الثقافة الفرنسية في مهرجان كان السينمائي لعام 2001.

## وصلات خارجية
مقالات تستعمل روابط فنية بلا صلة مع ويكي بيانات